# Madagaszkári billegető
A madagaszkári billegető (Motacilla flaviventris) a madarak osztályának verébalakúak (Passeriformes) rendjébe és a billegetőfélék (Motacillidae) családjába tartozó faj.

## Rendszerezése
A fajt Gustav Hartlaub német ornitológus írta le 1860-ban.

## Előfordulása
Madagaszkár szigetének teljes területén honos. Természetes élőhelyei a trópusi homokos és sziklás tengerpartok, édesvízi tavak, folyók és patakok környéke, füves puszták, valamint szántóföldek, ültetvények, legelők és vidéki kertek. Állandó, nem vonuló faj.

## Megjelenése
Testhossza 19 centiméter.

## Életmódja
Rovarokkal és pókokkal táplálkozik.

## Természetvédelmi helyzete
Az elterjedési területe elég nagy, egyedszáma pedig stabil. A Természetvédelmi Világszövetség Vörös listáján nem fenyegetett fajként szerepel.